# Stor-Fräkentjärnen
Stor-Fräkentjärnen är en sjö i Örnsköldsviks kommun i Ångermanland och ingår i Moälvens huvudavrinningsområde.